# TVN Med
TVN Med – polski tematyczny kanał telewizyjny należący do Grupy TVN. Został uruchomiony 19 października 2006, a zakończył nadawanie 1 stycznia 2009 roku.
TVN Med był kanałem dla lekarzy.
Kanał puszczał bloki reklamowe leków, syropów i tabletek.

## Nadawanie
Kanał TVN Med był kodowaną stacją telewizyjną kierowaną do wąskiej grupy odbiorców, jaką są lekarze. Pomysłodawcą, autorem opracowania koncepcji TVN Med i pierwszym dyrektorem zarządzającym był psycholog Krzysztof Korona. Dzięki akredytacji Naczelnej Izby Lekarskiej, kanał umożliwiał lekarzom zbieranie punktów edukacyjnych i realizację obowiązku doskonalenia zawodowego. Z drugiej strony fakt odbioru stacji wyłącznie przez czynnych zawodowo lekarzy umożliwiał jej, jako jedynej w Europie, emisję reklam leków dostępnych tylko na receptę, których nie wolno reklamować w mediach ogólnodostępnych. Programy telewizji dostępne były bezpłatnie na platformie cyfrowej Telewizji Nowej Generacji n i w internecie na www.tvnmed.pl. Do 19 października 2007 dekoder telewizji n, umożliwiający odbiór TVN Med, lekarzom Podstawowej Opieki Zdrowotnej użyczany był bezpłatnie. W listopadzie 2008 Grupa TVN podjęła decyzję o zakończeniu transmisji programu telewizyjnego. W ciągu dwóch lat działalności TVN Med, stacji nie udało się uzyskać rentowności, co było założeniem spółki. Grupa ITI zdecydowała się na kontynuowanie projektu, ale wyłącznie w formie platformy internetowej. Spółka złożyła wniosek w Krajowej Radzie Radiofonii i Telewizji o uchylenie koncesji TVN Med z dniem 31 grudnia 2008.
Od 1 stycznia 2009 audycje były dostępne tylko za pośrednictwem strony internetowej zdrowie.tvn.pl.

## Nagrody
- 20 czerwca 2007 – I miejsce w konkursie „Internetowy Hipokrates” na najlepszą stronę medyczną
- 16 listopada 2007 – specjalne wyróżnienie w konkursie Hot Bird Awards
- 20 listopada 2007 – Lider roku 2007 w Ochronie Zdrowia